# Horse's Neck
El Horse's Neck (en inglés, /ˈhɔː.sɪz.nɛk/ «cuello de caballo») es un cóctel de origen estadounidense, con reconocimiento IBA, que consiste en brandy, ginger ale y amargo de Angostura, y tradicionalmente luce una tira larga rizada de piel de limón como garnish.

## Mezcla
Se elabora con brandy, a veces Bourbon, y ginger ale, con un largo twist de piel de limón sobre el borde de un vaso "antiguo" o highball. Cuando se hace con Ale-8-One y Maker's Mark, esta bebida se conoce comúnmente como Kentucky Gentleman. Una bebida canadiense similar, el centeno y el jengibre, se hace con whisky canadiense y ginger ale.

## Historia
Data de la década de 1890, cuando el Horse's Neck era una mezcla no-alcohólica de ginger ale, hielo y piel de limón. En la década de 1910, se le agregaría brandy o Bourbon y se le llamaría Horse's Neck with a Kick («cuello de caballo con coz») o Stiff Horse's Neck («cuello de caballo tieso»). La versión no alcohólica todavía se servía en el estado de Nueva York a fines de la década de 1950 y principios de los 60, pero desapareció poco a poco.

## Impacto cultural
En la película de 1934 The Captain Hates the Sea, el personaje de Alison Skipworth anhela un Horse's Neck, y cuando el personaje de Fred Keating trata de detenerla, ella dice: «... soy un lobo solitario y es mi noche para aullar» y luego le dice al camarero «... asegúrese de agregar un gran caballo, Charley». El camarero descontento luego toma un limón y comienza a pelarlo, murmurando «... dando vueltas y vueltas y vueltas, por ese Horse's Neck con ojos de gallina».
En la película musical de 1935 Top Hat, Madge (Helen Broderick) trata de pedir una bebida en italiano, pero finalmente se rinde y dice «Horse's Neck».
En la película de 1935 No Limit, protagonizada por George Formby como George Shuttleworth, George accidentalmente ordena un Horse's Neck en el bar del ferry de vapor en ruta hacia Man. Originalmente trata de pedir una limonada, pero se confunde y comienza a repetir las órdenes de otros pasajeros en un intento de ser notado por el barman que, ocupado, ignora a George.
La versión no-alcohólica de la bebida se menciona en al menos dos películas de cine noir de los años 50: In a Lonely Place with Humphrey Bogart, en la que Martha Stewart, que interpreta a la chica del sombrero de cuadros, afirma que agregar un toque de limón a ginger ale se llama «Horse's Neck»; y Outside the Wall, en el que Dorothy Hart le explica a Richard Basehart los dos ingredientes que componen el cóctel.
Horse's Neck se hizo popular en las cámaras de oficiales de la Marina Real británica en los años 60, sustituyendo al Pink Gin como la bebida característica de los oficiales. Una referencia temprana a esto se hace en la película Yangtse Incident de 1957, en la que se muestra a un oficial naval bebiendo un Horse's Neck en 1949. En los cocktail parties navales (CTPs), era común preparar dos jarras, una de Horse's Neck y la otra de Gin Tonic, para luego ser servidas por los camareros preguntando «¿Desea H-N o G&T?».
Al final de la película Return of the Living Dead Part II de 1988, el personaje Doc Mandel le pregunta al personaje preadolescente Jesse Wilson si alguna vez «ha tenido el cuello de un caballo [have a Horse's Neck]», a lo que él responde «no».